# معصرة نعسان
قرية معصرة نعسان هي إحدى القرى التابعة لمركز أهناسيا في محافظة بني سويف في جمهورية مصر العربية. حسب إحصاءات سنة 2006، بلغ إجمالي السكان في معصرة نعسان 4533 نسمة، منهم 2304 رجل و2229 امرأة.